# Burton in Lonsdale Castle
Burton in Lonsdale Castle är en lämning efter en medeltida motteborg i England. Det ligger i byn Burton in Lonsdale i grevskapet North Yorkshire, 300 km nordväst om London. Det var ursprungligen en ringverkningsfästning byggd av jord och trä från slutet av 1100-talet. Under Henrik II:s regering utvecklades det till en motteborg. 1322 konfiskerades det från Mowbrays som hade varit i opposition till kung Edvard II. Därefter övergavs slottet och föll i ruin.
Runt Burton in Lonsdale Castle är det ganska glesbefolkat, med 47 invånare per kvadratkilometer. Närmaste större samhälle är Carnforth, 15 km väster om Burton in Lonsdale Castle. Trakten runt Burton in Lonsdale Castle består i huvudsak av gräsmarker.